# Shawn Huff
Shawn Huff, né le 5 mai 1984 à Helsinki, en Finlande, est un joueur finlandais de basket-ball. Il joue au poste d'ailier.

## Biographie
Il est le fils de Leon Huff (fi), un joueur américain de basket-ball qui joue en Finlande pendant plusieurs saisons.
En juin 2014, il prolonge son contrat avec le MHP Riesen Ludwigsburg de deux ans.
Le 5 juillet 2016, il signe à l'ESSM Le Portel, en premièr division française.

## Palmarès
- Champion de Finlande 2003